# Os Pingos nos Is
Os Pingos nos Is é um programa radiofônico jornalístico brasileiro, apresentado pela rádio Jovem Pan e pela TV Jovem Pan News. O programa estreou em 28 de abril de 2014, ancorado pelo jornalista e comentarista político Reinaldo Azevedo, contando também com a participação de Mona Dorf e Patrick Santos. Atualmente o programa é ancorado pelo jornalista Daniel Caniato, com textos de Clayton Ubinha e equipe de comentaristas fixos como José Maria Trindade.

## História

### 2014-2017: Reinaldo Azevedo
O programa foi lançado como parte da expansão da recém criada Jovem Pan News. O programa foi desenvolvido para modernizar a linguagem do tradicional jornalismo da rádio, sendo que a rede AM da emissora iria aos poucos adotar a programação da Jovem Pan News, criada especialmente para adaptar as emissoras que operam em onda média (AM) para a faixa de FM.
O jornalista Reinaldo Azevedo, que era comentarista na Jovem Pan e no jornal Folha de S.Paulo e tinha um blog na revista Veja, foi contratado como âncora do programa. Em sua estreia, o programa contava também com a presença da jornalista Mona Dorf, que se afastou do programa devido ao seu suposto envolvimento no caso do SwissLeaks, fato negado por ela.
Reinaldo Azevedo fazia a ancoragem, dando panorama geral das notícias da política, com comentários críticos e opiniões. Vitor Brown e Victor LaRegina, além da equipe de jornalismo da Jovem Pan, traziam as notícias de política do dia e também as que aconteceram na última hora, Os ouvintes podiam interagir enviando mensagens usando um número cadastrado no aplicativo Viber., o programa também possuía "grupo aberto" no aplicativo.
Com a exibição programada para o horário das seis da tarde, Os Pingos nos Is conseguiu atingir a liderança no rádio da grande São Paulo, segundo dados do Ibope. Cerca de 80 mil ouvintes escutaram o programa por pelo menos um minuto durante os meses de outubro e novembro de 2014, de acordo com os dados do instituto. Já em 2015, o programa alcançou a marca de 120 mil ouvintes por minuto, sendo superior aos números registados pelas rádios CBN e Bandeirantes durante o confronto com o programa. Inicialmente, indo ao ar apenas para as rede AM e News,  pouco tempo depois o programa passou a ser exibido pela Jovem Pan FM São Paulo, mas devido a grande audiência e repercussão, algumas emissoras da rede FM situadas nas regiões Sul, Norte e Nordeste do Brasil passaram a transmitir o programa a partir de 1 de setembro de 2015. O programa também era reprisado em horários alternativos na emissora.
Reinaldo Azevedo comandou o programa pela última vez em 22 de maio de 2017, devido ao seu pedido de demissão da Jovem Pan. Em 23 de maio de 2017, após a divulgação de um áudio comprometedor de uma conversa telefônica entre Reinaldo Azevedo e Andrea Neves, irmã do senador afastado Aécio Neves (tais fatos constituíram parte da Operação Patmos), Azevedo pediu demissão da revista Veja, na qual mantinha um blog, e também se demitiu da Jovem Pan. Com a saída de Azevedo da rádio, Os Pingos nos Is foi substituído, no mesmo dia, por uma reprise do programa '3 em 1, que substituiu o horário do programa nos dias seguintes.
Em entrevista ao programa 90 Minutos, de José Luiz Datena na Rádio Bandeirantes, Reinaldo Azevedo alegou que sua saída da Jovem Pan já estava acertada. Azevedo também fazia comentários para o noticiário matutino da Jovem Pan, mas o jornalista acabou retirando sua coluna do Jornal da Manhã.

### 2017-2020: Felipe Moura Brasil, Joice Hasselmann, Augusto Nunes e José Maria Trindade
Em 21 de junho de 2017, foi anunciado que Os Pingos nos Is passaria a ser apresentado por Felipe Moura Brasil e Joice Hasselmann. O programa retornou a programação em seu antigo horário, entre 18h e 19h, no dia 3 de julho. O programa também passou a contar com Claudio Tognolli na sua equipe,, mas somente até 10 de outubro, quando ele foi deslocado para o Morning Show, da mesma emissora, sendo substituído pelo também jornalista Augusto Nunes. Em janeiro de 2018, Felipe Moura Brasil passa a ser o único âncora do programa, pois Joice Hasselmann deixou a Jovem Pan.
Em fevereiro de 2020, Felipe Moura Brasil deixou a Jovem Pan e foi substituído por Silvio Navarro  no programa como âncora e comentarista.

### 2020-2022: Pandemia de coronavírus
Silvio Navarro fez sua última apresentação do programa no dia 4 de maio de 2020, sendo substituído por Vitor Brown já no programa seguinte de 5 de maio. Augusto Nunes e José Maria Trindade seguem na equipe. Em 10 de junho, Guilherme Fiuza, que vinha fazendo participações esporádicas, passa a integrar o quadro fixo de comentaristas. Já em janeiro de 2021 é a vez de Ana Paula Henkel também integrar a equipe. Em 27 de outubro, o programa passou a ser transmitido simultaneamente com a TV Jovem Pan News, novo canal de televisão do Grupo, inaugurado no mesmo dia. Neste período o programa divulgou desinformações sobre o coronavírus, ajudando a impulsionar tratamentos inadequados para a doença, além de eventualmente desestimular a utilização de vacinas.  

#### Disseminação de desinformação sobre a pandemia
Segundo o balanço do Radar Aos Fatos de 26 de fevereiro de 2021, o programa Os Pingos nos Is e outros veículos de comunicação ajudaram a impulsionar desinformação sobre a pandemia de COVID-19 ao publicar entrevistas com médicos no YouTube defendendo drogas sem eficiência comprovada ou com críticas ao uso de máscaras.
No dia 30 de outubro de 2021, teve um dos programas removidos do canal no YouTube da Jovem Pan por conceder espaço ao presidente Jair Bolsonaro que estava suspenso da plataforma por disseminar notícia falsa sobre a vacina de COVID-19.

### 2022-atualmente: Desbolsonarização
Em 31 de outubro de 2022, a Jovem Pan iniciou o processo de desligamento dos comentaristas bolsonaristas da emissora, o que afetou a equipe de Os Pingos nos Is: Augusto Nunes, Cristina Graeml e Guilherme Fiuza  e passa a ter Fernão Lara Mesquita e Paulo Figueiredo Filho como comentaristas da atração. No dia 07 de novembro, foi a vez de Ana Paula Henkel deixar a atração.
Em 16 de janeiro de 2023, Fernão Lara Mesquita e Paulo Figueiredo Filho também deixaram a atração e a emissora, devido a problemas com a justiça.
Em 10 de julho, Vitor Brown deixa a atração após 4 anos após ser afastado da emissora, sendo substituído por Daniel Caniato, que já fazia o programa nas folgas do titular.